# Johan Gabriel Svanberg
Johan Gabriel Svanberg, född 1782 i Göteborg, död 25 april 1825, var en violinist vid Kungliga hovkapellet.

## Biografi
Johan Gabriel Svanberg föddes i 1782 i Göteborg. Hans far arbetade som bagare. Han anställdes 1 april 1814 som violinist vid Kungliga hovkapellet i Stockholm. Svanberg var gift med skådespelerskan Carolina Sofia Richter. Han avled 25 april 1825. År 1806 var han med J. P. Lewenhagenska truppen i Malmö under deras gästspel där han även framförde solostycken i mellanakten.